# Ben Alexander (aktor)
Nicholas „Ben” Benton Alexander, III (ur. 26 maja 1911 w Goldfield, w stanie Nevada, zm. 5 lipca 1969 w Westchester) – amerykański aktor filmowy, radiowy i telewizyjny. Za rolę oficera Franka Smitha w serialu NBC Dragnet został dwukrotnie nominowany do nagrody Emmy (1954, 1955), a także posiada trzy gwiazdy na Hollywoodzkiej Alei Gwiazd.

## Wybrana filmografia

### seriale TV
- 1952–1959: Dragnet jako oficer Frank Smith
- 1966: Batman jako detektyw obok kosza na śmieci
- 1967: Judd, for the Defense jako Sierżant Dan Briggs

### filmy fabularne
- 1916: Each Pearl a Tear
- 1920: Rodzinny honor (The Family Honor) jako Mały Ben Tucker
- 1927: Fighting for Fame jako Danny Ryan
- 1929: Królowa bez korony (The Divine Lady) jako młody porucznik
- 1930: Na Zachodzie bez zmian (All Quiet on the Western Front) jako Franz Kemmerich
- 1933: Bunt młodzieży (This Day and Age) jako Morry Dover
- 1937: Western Gold jako Bart
- 1937: Zatańczymy? (Shall We Dance) jako Evans, muzyk kierujący zespołem
- 1957: Człowiek w cieniu (Man in the Shadow) jako Ab Begley